# Podwójna gra (serial telewizyjny)
Podwójna gra (oryginalny tytuł hebr.: כפולים, translit.: Kfulim, dosłownie: Zdublowani) – izraelski serial telewizyjny emitowany od 29 października 2015 roku przez izraelską stację Channel 2. W Polsce serial emitowany jest od 2 sierpnia 2017 roku na kanale Fox.
Serial zdobył duże uznanie w Izraelu i za granicą, m.in. na Międzynarodowym Festiwalu Filmowym w Berlinie w lutym 2015 roku, na którym miał premierę, oraz na Festiwalu Séries Mania w Paryżu w październiku 2015 roku, gdzie zdobył nagrodę publiczności.

## Fabuła
Akcja serialu toczy się we współczesnym Izraelu. Pięcioro zwykłych, niepowiązanych ze sobą obywateli z podwójnym obywatelstwem zostaje posądzonych przez media o wspólne porwanie irańskiego ministra obrony w Moskwie. Pozbawieni wsparcia rządu i służb specjalnych, muszą sami oczyścić się z zarzutów, choć ich zachowanie wzbudza wiele podejrzeń.

## Obsada
- Jiszaj Golan jako Ben "Benny" Rephael
- Maggie Azarzar jako Natalie Alfassia
- Ania Bukstein jako Asia Brindich
- Angel Bonanni jako Sean Tilson
- Orna Salinger jako Emma Lipman
- Mickey Leon jako Eithan Kopel
- Morris Cohen jako Eli Mazor
- Sergey Bukhman jako Alex Feldman

## Odcinki
| Seria | Odcinki | Emisja w Izraelu                    | Emisja w Polsce                  |
| ----- | ------- | ----------------------------------- | -------------------------------- |
| 1     | 1–8     | 29 października 2015–2 grudnia 2015 | 2 sierpnia 2017–14 września 2017 |
| 2     | 9–17    | 21 listopada 2018–2 stycznia 2019   | 17 marca 2019–12 maja 2019       |